# Dravidosaurus
Dravidosaurus blandfordi ”Dravidanaduödlan” (Dravidanadu är den södra delen av Indien), hittades av Yadagiri och Ayyasami 1979 och är en plesiosaurie. Förut trodde man att det var en stegosaurie.
Arten blev uppskattningsvis tre meter lång och den var växtätare. Individerna hade utstickande benplattor på ryggen och troligtvis taggar på svansen.